# Sydowia polyspora
Sydowia polyspora är en svampart som först beskrevs av Bref. & Tavel, och fick sitt nu gällande namn av E. Müll. 1953. Sydowia polyspora ingår i släktet Sydowia och familjen Dothioraceae.  Arten är reproducerande i Sverige. Inga underarter finns listade i Catalogue of Life.